# Foreste demaniali della Sardegna

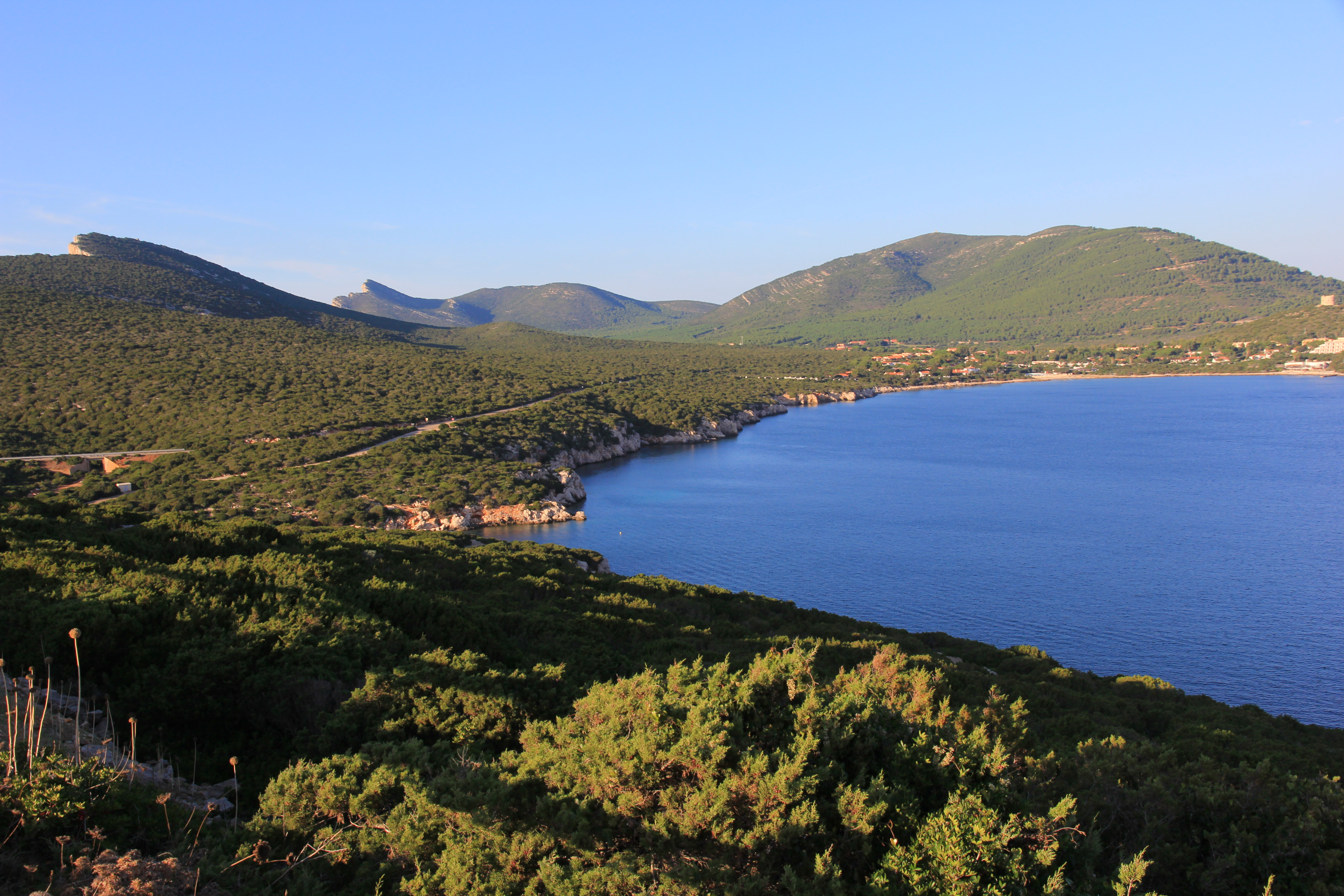
Il complesso forestale di Porto Conte

1  Acquafrida
2  Alase
3  Altudè
4  Anela
5  Bingionniga
6  Bolostiu
7  Campidano
8  Capo Ferrato
9  Castiadas
10  Crastazza-Tepilora
11  Filigosu
12  Fiorentini
13  Funtanamela
14  Gutturu Mannu
15  Gutturu Pala-Pubusinu
16  Is Cannoneris
17  Jacu Piu
18  Marganai
19  Montarbu
20  Monte Lerno
21 Monte Limbara
22  Monte Nieddu
23  Monte Nieddu (Padru)
24  Monte Olia
25  Monte Pisanu
26  Montes
27  Montimannu
28  Pantaleo
29  Pixinamanna
30  Porto Conte
31  Rosas-Monte Orri
32  Sa Dispensa
33  Sa Matta
34  Sette Fratelli
35  Sorilis
36  Sos Littos-Sas Tumbas
37  Tamara Tiriccu
38  Terranova
39  Uatzo
40  Usinavà
41  Coiluna
Le foreste demaniali della Sardegna sono complessi boscati di particolare pregio forestale acquisiti al patrimonio della Regione Sardegna a partire dal 1886. La superficie totale è di circa 87000 ettari. Tali aree svolgono importanti funzioni non soltanto di carattere ambientale ma, grazie alle diverse attività promosse al loro interno, anche economico, sociale ed educativo. La gran parte dei complessi comprende sentieri natura e didattici muniti di tabelle segnavia e pannelli informativi. 

La gestione delle foreste demaniali è affidata all'agenzia Forestas, ente strumentale della regione.

## Elenco
| n. | denominazione                          | comune                                            | provincia              | estensione |
| -- | -------------------------------------- | ------------------------------------------------- | ---------------------- | ---------- |
| 1  | Alase                                  | Aritzo                                            | Nuoro                  | 1565 ha    |
| 2  | Altudè                                 | Lula                                              | Nuoro                  | 1202 ha    |
| 3  | Anela                                  | Anela, Bultei e Bono                              | Sassari                | 1280 ha    |
| 4  | Bingionniga                            | Jerzu                                             | Nuoro                  | 423 ha     |
| 5  | Bolostiu                               | Alà dei Sardi                                     | Sassari                | 1056 ha    |
| 6  | Campidano                              | Sinnai, Settimo San Pietro, Dolianova e Soleminis | Cagliari, Sud Sardegna | 1600 ha    |
| 7  | Capo Ferrato                           | Muravera                                          | Sud Sardegna           | 195 ha     |
| 8  | Castiadas                              | Castiadas, Muravera e San Vito                    | Sud Sardegna           | 125 ha     |
| 9  | Crastazza-Tepilora                     | Bitti                                             | Nuoro                  | 2525 ha    |
| 10 | Filigosu                               | Oschiri e Berchidda                               | Sassari                | 3952 ha    |
| 11 | Fiorentini                             | Bultei                                            | Sassari                | 1587 ha    |
| 12 | Funtanamela                            | Laconi                                            | Oristano               | 497 ha     |
| 13 | Gutturu Mannu                          | Assemini e Capoterra                              | Cagliari               | 4748 ha    |
| 14 | Gutturu Pala-Pubusinu                  | Fluminimaggiore                                   | Sud Sardegna           | 944 ha     |
| 15 | Is Cannoneris                          | Pula, Domus de Maria e Villa San Pietro           | Cagliari, Sud Sardegna | 3827 ha    |
| 16 | Jacu Piu                               | Nuoro                                             | Nuoro                  | 440 ha     |
| 17 | Marganai                               | Iglesias, Domusnovas e Fluminimaggiore            | Sud Sardegna           | 3650 ha    |
| 18 | Montarbu                               | Seui                                              | Sud Sardegna           | 2700 ha    |
| 19 | Acquafrida                             | Santa Giusta                                      | Oristano               | 387 ha     |
| 20 | Sa Dispensa                            | Palmas Arborea                                    | Oristano               | 150 ha     |
| 21 | Monte Lerno                            | Pattada                                           | Sassari                | 2902 ha    |
| 22 | Monte Limbara Sud                      | Berchidda                                         | Sassari                | 3605 ha    |
| 23 | Monte Nieddu                           | Villa San Pietro e Sarroch                        | Cagliari               | 2451 ha    |
| 24 | Monte Nieddu (Padru)                   | Padru                                             | Sassari                | 1121 ha    |
| 25 | Monte Olia                             | Monti                                             | Sassari                | 2236 ha    |
| 26 | Monte Pisanu                           | Bono e Bottidda                                   | Sassari                | 2210 ha    |
| 27 | Montes                                 | Orgosolo                                          | Nuoro                  | 4586 ha    |
| 28 | Montimannu                             | Villacidro, Iglesias, Domusnovas e Vallermosa     | Sud Sardegna           | 4600 ha    |
| 29 | Pantaleo                               | Santadi e Nuxis                                   | Sud Sardegna           | 4231 ha    |
| 30 | Pixinamanna                            | Pula, Villa San Pietro e Sarroch                  | Cagliari               | 4796 ha    |
| 31 | Porto Conte                            | Alghero e Sassari                                 | Sassari                | 2136 ha    |
| 32 | Rosas-Monte Orri                       | Narcao e Siliqua                                  | Sud Sardegna           | 1205 ha    |
| 33 | Sa Matta                               | Bultei                                            | Sassari                | 844 ha     |
| 34 | Parco dei Sette Fratelli - Monte Genis | Sinnai, Burcei, San Vito e Castiadas              | Cagliari, Sud Sardegna | 9887 ha    |
| 35 | Sorilis                                | Olbia                                             | Sassari                | 1023 ha    |
| 36 | Sos Littos - Sas Tumbas                | Bitti e Alà dei Sardi                             | Nuoro, Sassari         | 2155 ha    |
| 37 | Tamara Tiriccu                         | Nuxis                                             | Sud Sardegna           | 1470 ha    |
| 38 | Terranova                              | Alà dei Sardi                                     | Sassari                | 2159 ha    |
| 39 | Uatzo                                  | Tonara                                            | Nuoro                  | 782 ha     |
| 40 | Usinavà                                | Torpè                                             | Nuoro                  | 1146 ha    |
| 41 | Coiluna                                | Alà dei Sardi                                     | Sassari                | 978 ha     |